# Guillaume Beneman
Guillaume Beneman (ou Benneman ; 1750-1811) était un ébéniste parisien originaire d'Allemagne.

## Biographie
Installé à Paris à une date non encore déterminée, reçu maître le 3 septembre 1785, il fut introduit à la cour de France par Louis XVI et devint rapidement l'un des ébénistes les plus appréciés de cette époque.
Il succéda à l'ébéniste Jean-Henri Riesener qui concevait des meubles trop chers alors que la cour avait déjà des déficits importants. Seule la reine Marie-Antoinette continuera à lui commander des meubles.
Placé très vite à la tête des ateliers les plus importants de son époque, Beneman mit au service du Garde-Meuble de la Couronne une technique irréprochable et sut parfaitement servir une politique qui tendait à donner une unité de style à l'ameublement des demeures royales. À la demande de Marie-Antoinette, Beneman exécuta, des ensembles de mobilier, pour les demeures royales comme le Château de Saint-Cloud.
Son œuvre postérieure, sous le Directoire, montre qu'il adapta les formes à la mode en leur conférant une élégance certaine. Beneman est encore cité sous l'Empire, mais ces années sont nimbées du même mystère que celle de sa jeunesse. Tout au plus peut-on supposer qu'il était mort, ou hors de France, au retour des Bourbons auxquels il n'aurait pas manqué de rappeler par quelque supplique les années qu'il avait passées au service de la Couronne. 

## Galerie

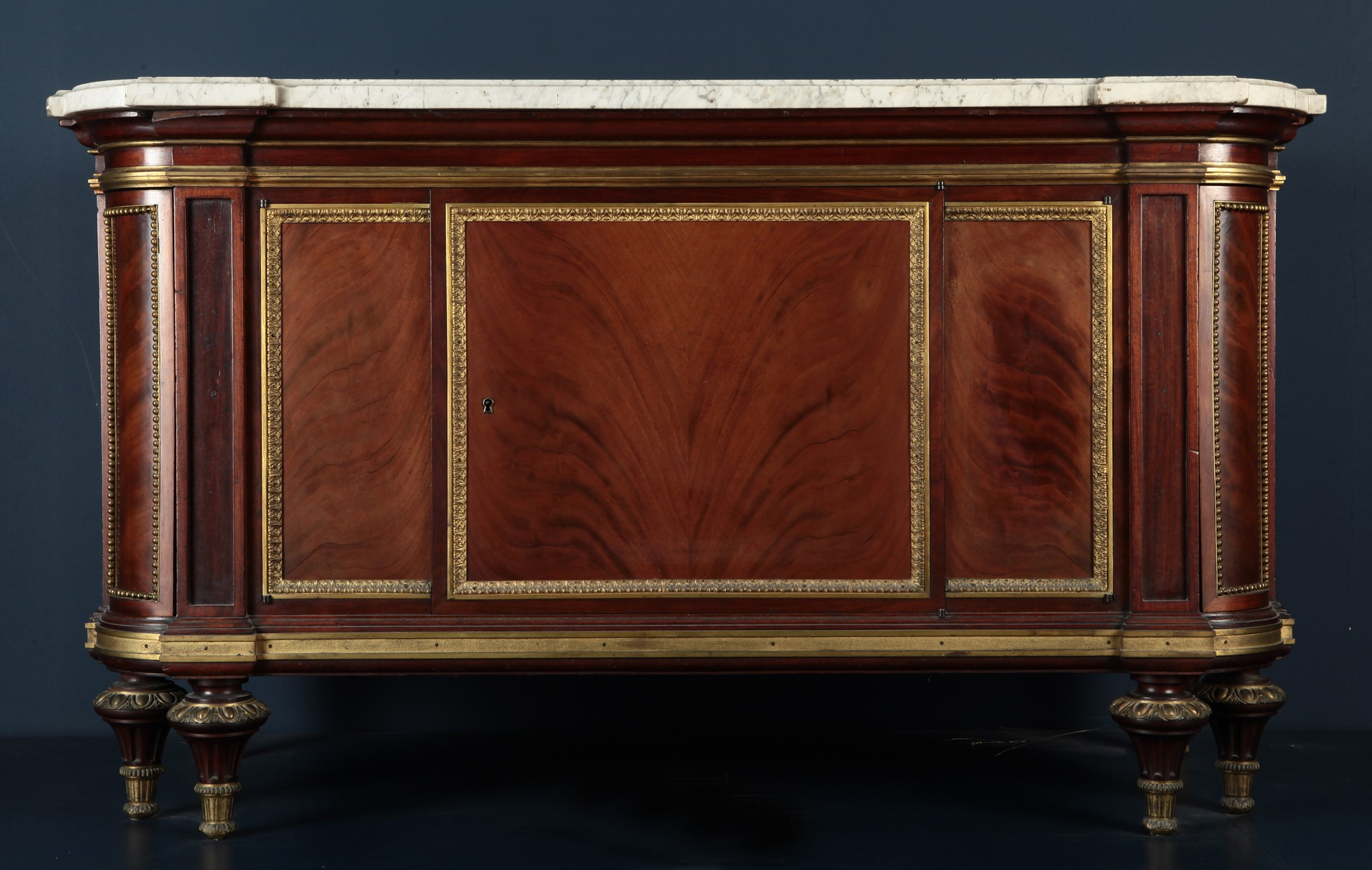
commode à portes Musée national des Beaux-arts d'Argentine
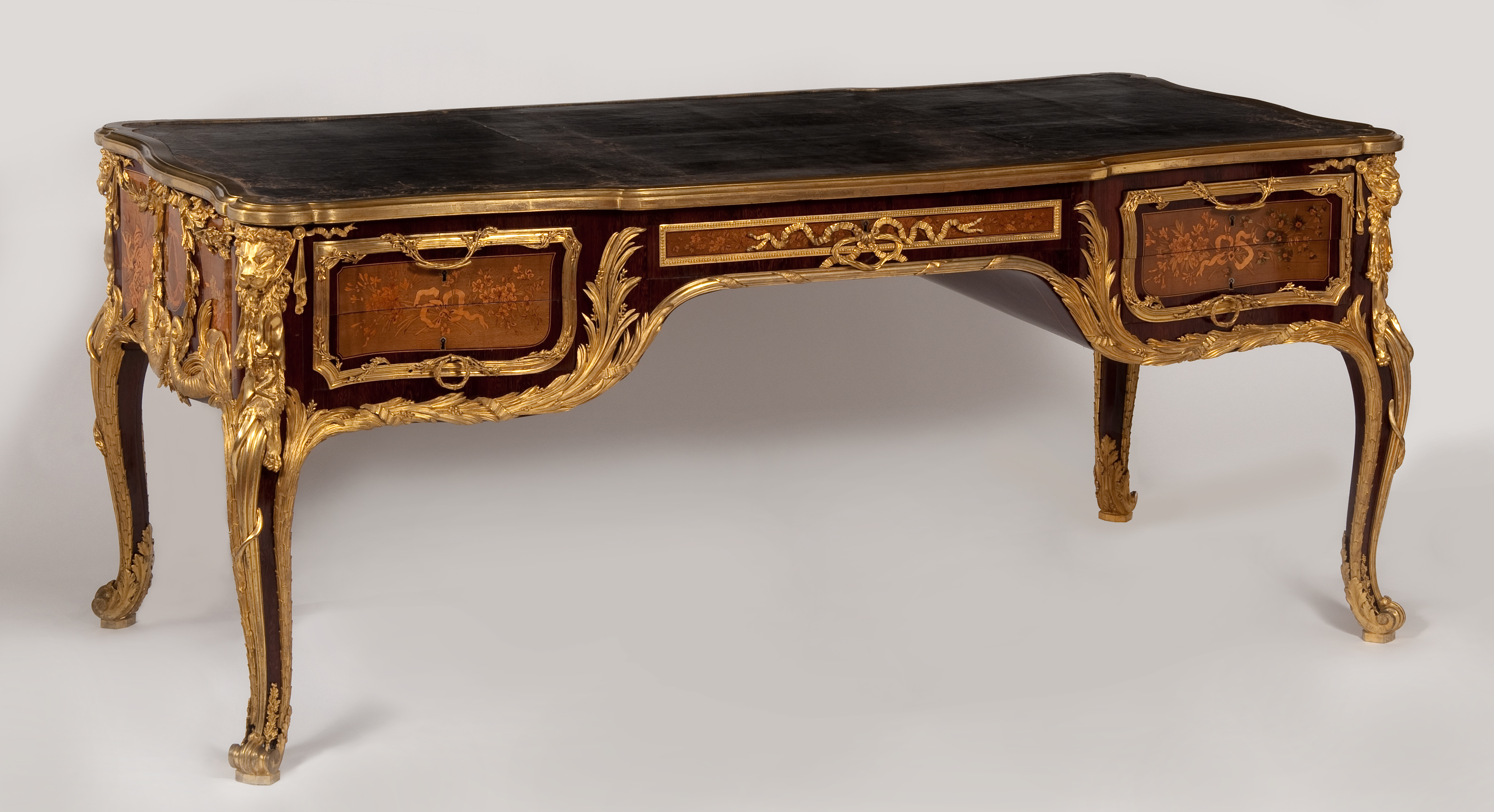
bureau plat de 1786 collections de Waddesdon Manor
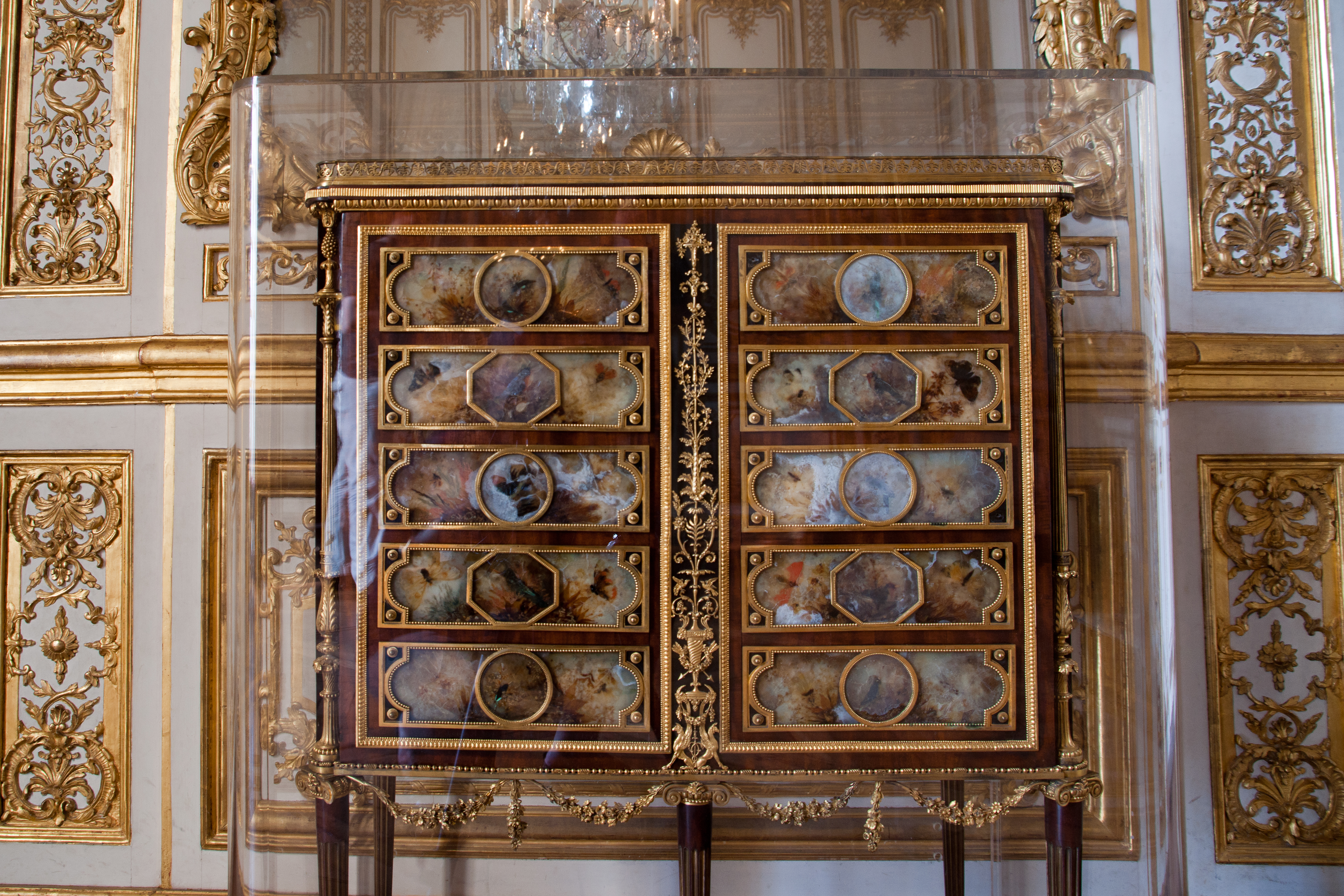
Cabinet-médailler_petit appartement du Roi Versailles; acquis à titre personnel par Louis XVI peu de temps avant la Révolution. Exécuté en bois d'acajou et en bronze doré, il présente un surprenant décor composé de panneaux de cire sur laquelle sont appliquées des végétaux, des plumes d'oiseaux et des ailes de papillon, ce qui en fait une véritable rareté, digne d'un cabinet de curiosité. Aliéné en 1796, le meuble fit retour à Versailles en 1986 et rejoignit le salon de musique, dans les cabinets du roi, où Louis XVI l'avait fait placé. Travaille ensuite sous l’Empire.
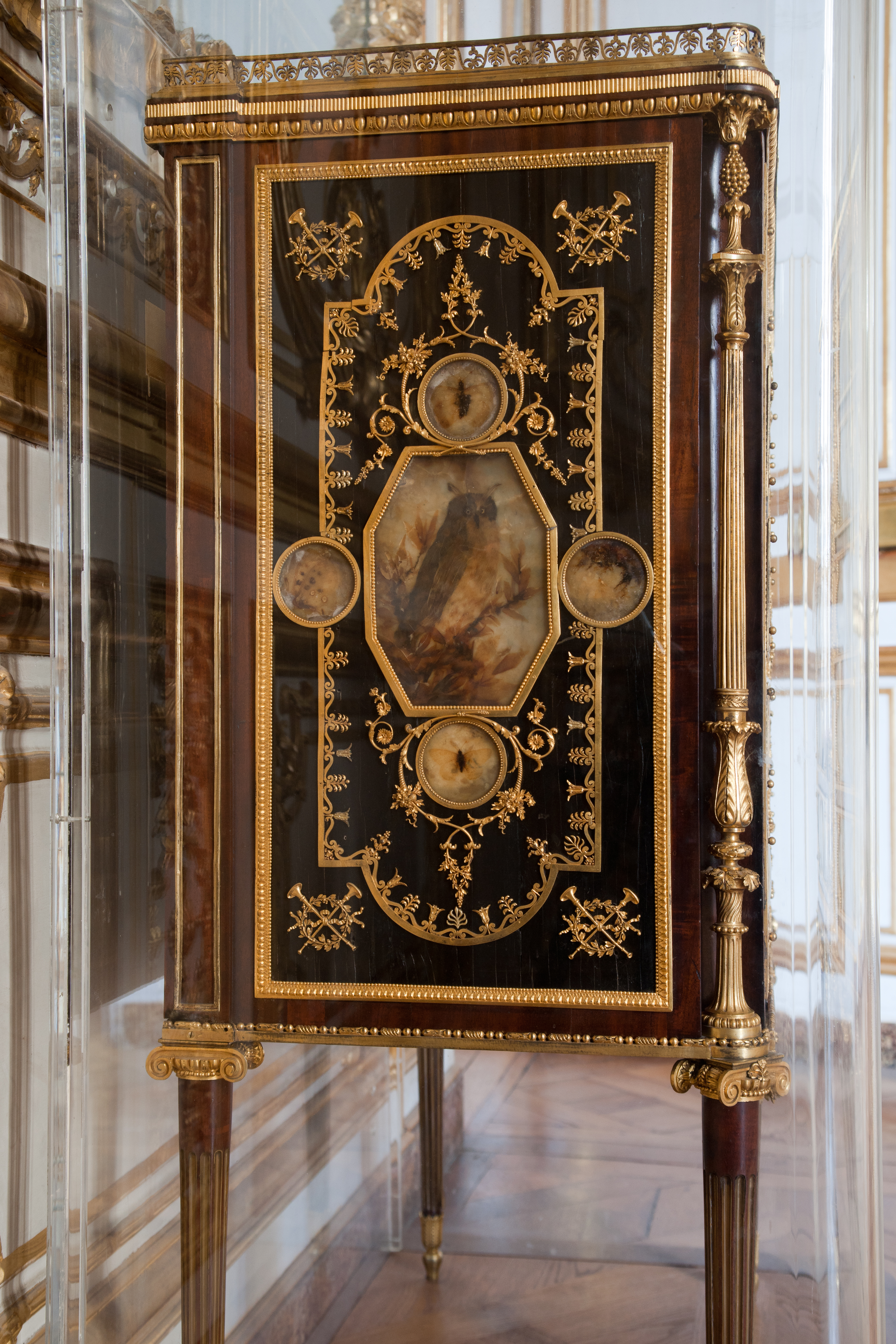
médailler 2_petit appartement du Roi Versailles
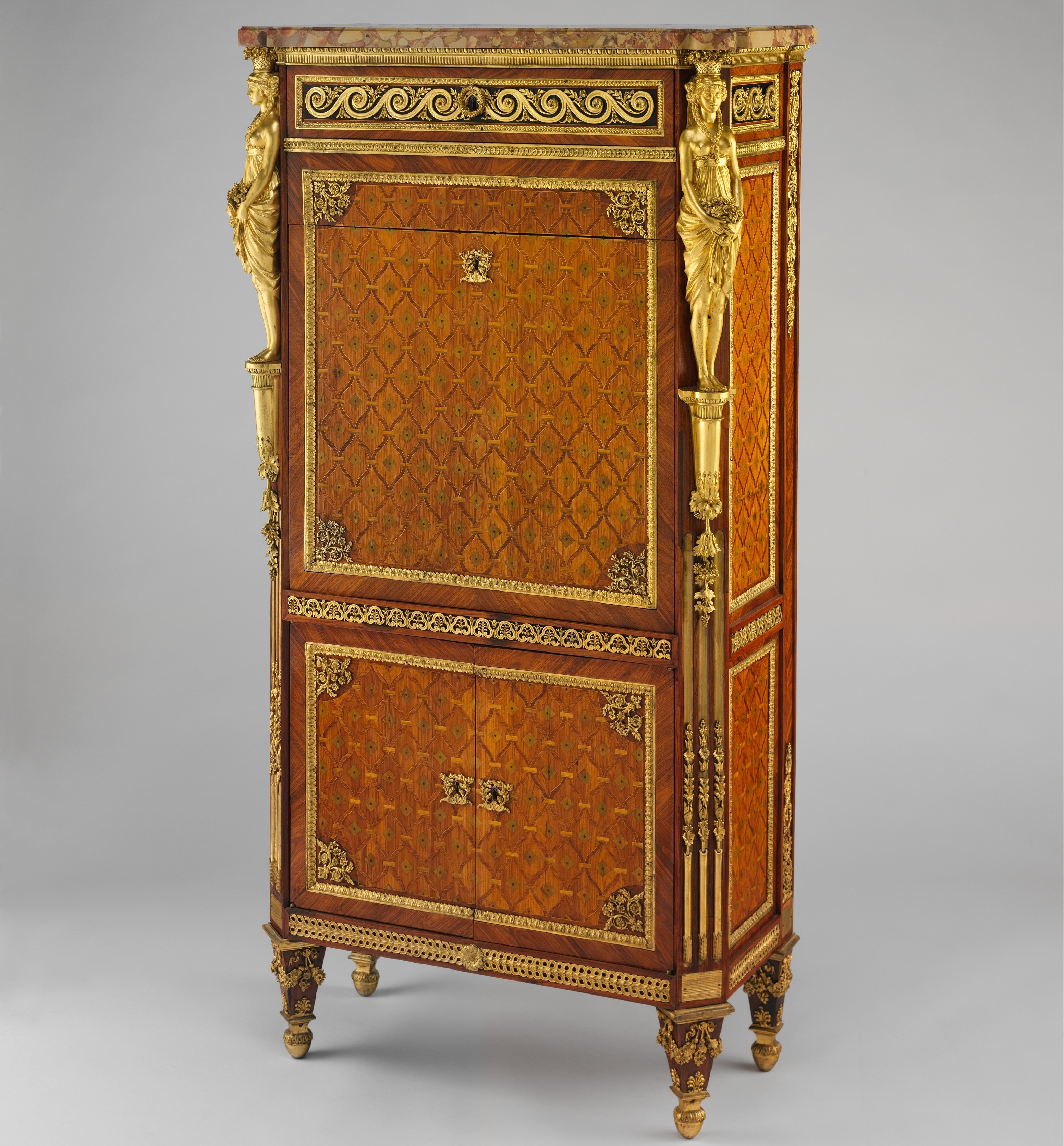
secrétaire à abattant marqueté Metropolitan Museum of Art